# Ploča Manus
Ploča Manus mikroploča je promjera od otprilike 100 km koja se nalazi sjeveroistočno od Nove Gvineje. Nastala je između Sjeverne i Južne Bismarkove ploče. Trenutačno se rotira u smjeru suprotnom od kazaljke na satu u području Melanezije.

## Stvaranje
Ploča Manus nastala je tijekom preokreta Brunhes-Matuyama, što znači da je stara najviše otprilike 781 000 godina. Ploča je nastala između i iznad transformnog rasjeda koji razdvaja Sjevernu i Južnu Bismarkovu ploču. Nastala je od mladog bazalta oceanskog hrbata s komadićima starijeg oceanskog dna koji su se odvojili od Južne Bismarkove ploče.

## Granice i kretanje
Sjeverne i sjeveroistočne granice ploče Manus, sa Sjevernom Bismarkovom i Tihooceanskom pločom, konvergentne su granice. Jugoistočnu granicu ploče s Južnom Bismarkovom pločom čini divergentna granica, a jugozapadna je granica s istom pločom transformni rasjed. Ploča Manus trenutačno se rotira brzinom od 51°/Ma na mjestu 3°4′S 150°46′E / 3.067°S 150.767°E u smjeru suprotnom od kazaljke na satu zbog lijevog bočnog pomicanja ploča. To je vjerojatno najbrža rotacija ploče na Zemlji u ovom trenutku.